# Khyde Menke
Khyde Menke (vollständiger Name: Richard-Hyde Lincoin Alesio Janson Chevasco Menke; * 9. Januar 1985 in Nibok) ist ein nauruischer Politiker. Menke ist seit August 2019 Abgeordneter des nauruischen Parlaments.

## Biographie
Menke arbeitete nach dem Studium an der University of the South Pacific beim nauruischen Bildungsministerium. Er bewarb sich bei der Parlamentswahl im August 2019 im Wahlkreis Meneng erstmals um einen Sitz als Abgeordneter und erreichte mit 434,346 Stimmen (System Dowdall) hinter Lionel Aingimea den zweiten Platz unter neun Bewerbern. Damit landete Menke vor den amtierenden Parlamentsmitgliedern Tawaki Kam und Vodrick Detsiogo sowie dem ehemaligen Mitglied Squire Jeremiah. Wenige Tage später wurde Menke durch Präsident Aingimea zum stellvertretenden Minister für Bildung und das Postwesen berufen.